# Heiliger Synod der Russisch-Orthodoxen Kirche

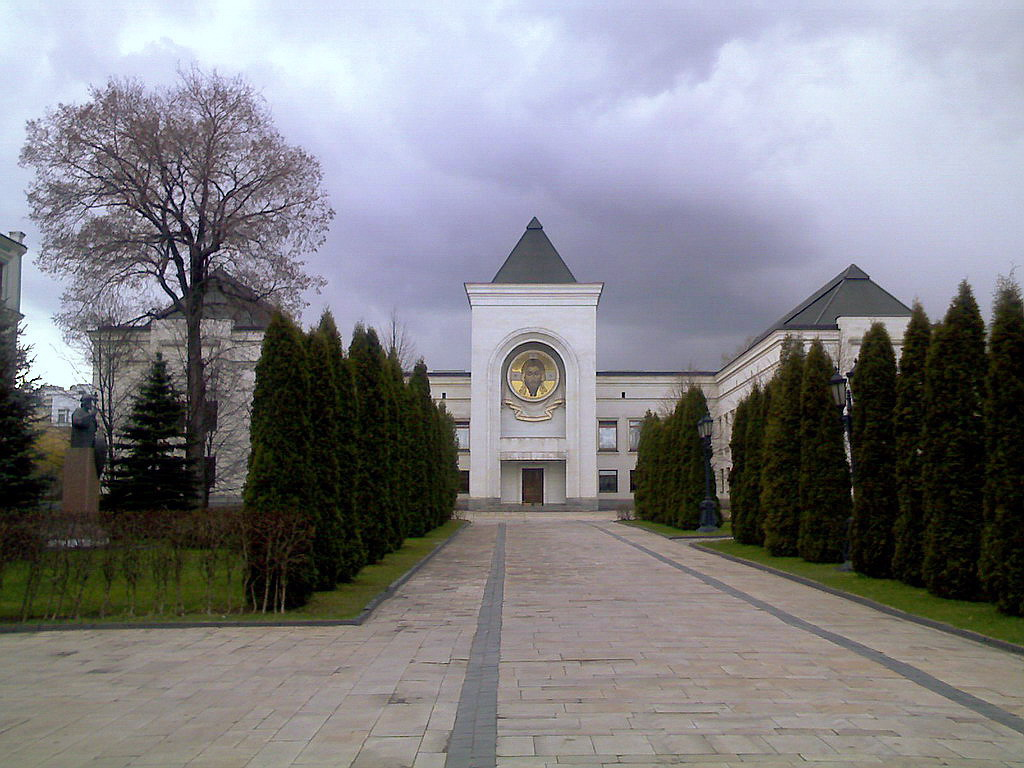
Danilow-Kloster, Residenz des Heiligen Synod

Der Heilige Synod der Russisch-Orthodoxen Kirche (russisch Священный синод Русской православной церкви, Transkription Swjaschtschennyi sinod Russkoi prawoslawnoi zerkwi) ist im heutigen Russland das leitende Gremium an der Spitze der Russisch-Orthodoxen Kirche, gemäß dem 5. Kapitel ihrer Charta in der Fassung von 2013. Der Heilige Synod tagt in der Zeit zwischen den Bischofstagungen. Vorgängerorganisation im Russischen Kaiserreich war der von Zar Peter dem Großen 1721 eingeführte Heiligste regierende Synod, der bis 1918 tagte. Der Synod residiert im Danilow-Kloster in Moskau und auf einem ehemaligen Gut in Peredelkino.

## Mitglieder

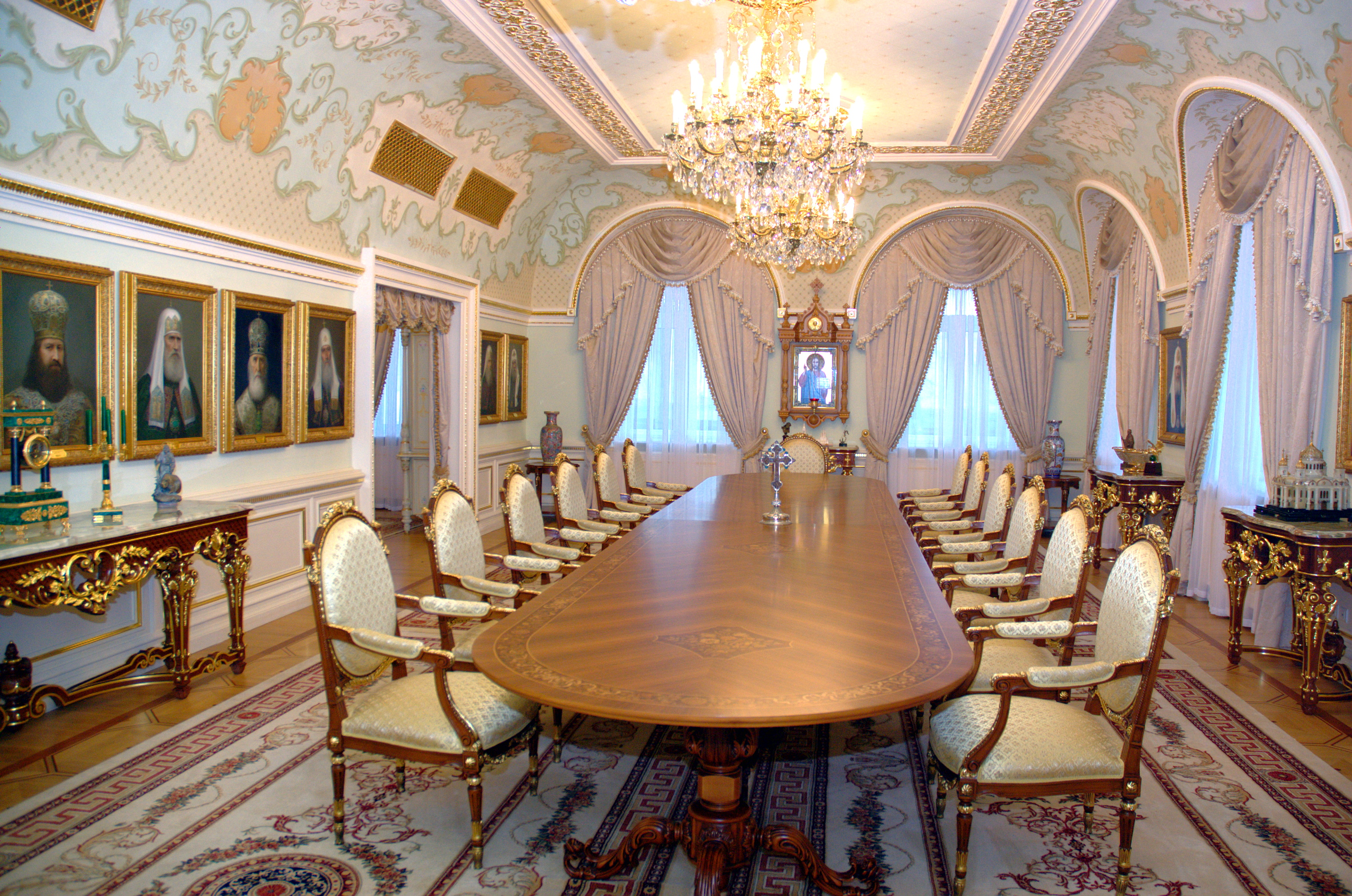
Sitzungsraum des Heiligen Synod in Peredelkino

### Vorsitzender
- Kyrill I., Patriarch von Moskau und der ganzen Rus

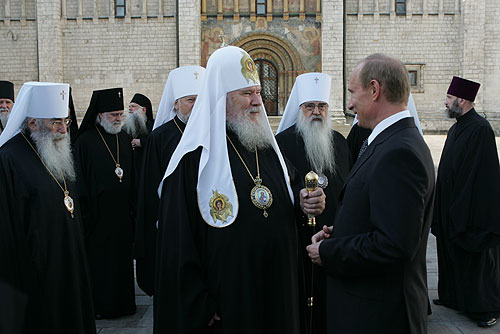
Wladimir Putin an einem Treffen mit Mitgliedern des Heiligen Synod, in der Mitte Patriarch Alexius II.

### Ständige Mitglieder
- Onufrij (Beresowskyj), Metropolit von Kiew und der ganzen Ukraine
- Wenijamin (Tupeka), Metropolit von Minsk und Zaslavsky, Exarch von ganz Belarus
- Warsonofij (Sudakow), Metropolit von St. Petersburg und Ladoga
- Pawel (Ponomarjow), Metropolit von Krasnodar und Kuban
- Wladimir (Cantarean), Metropolit von Chisinau und Moldau
- Alexander (Mogilow), Metropolit von Astana und Kasachstan
- Wikentij (Morar), Metropolit von Taschkent und Usbekistan

### Ex officio
- Leiter des Außenamtes des Moskauer Patriarchats: Antonij (Sewrjuk), Metropolit von Wolokolamsk
- Kanzler des Moskauer Patriarchats: Grigori (Petrow), Metropolit von Woskressensk
- Vorsitzender der Finanz- und Wirtschaftsverwaltung: Nikandr (Pilischin), Metropolit von Wladimir und Suzdal